# Hr.Ms. Hollandsche Diep (1946)
Hr.Ms. Hollandsche Diep (MV 35, M833) was een Nederlandse mijnenveger van de Borndiepklasse, vernoemd naar het water Hollandsch Diep.
Het schip werd als BYMS 2050 van de YMS-klasse gebouwd door de Amerikaanse scheepswerf Gibbs Gas Engineering uit Jacksonville. Na het afronden van de bouw werd het schip op 5 april 1943 overgedragen aan de Britse marine, waar het dienstdeed als BYMS 50. Op 10 april 1946 werd het schip overgedragen aan de Nederlandse marine, waar het tot 1957 dienstdeed.